# Стуркі Едуард Насібович
Едуард Насібович Стуркі (при народженні — Едуард Насібович Татоян) (рос. Эдуард Насибович Стурки (Татоян) / вірм. Էդուարդ Թաթոյան Նասիբի; нар. 9 серпня 1993, Краснодар, Росія) — російський та вірменський футболіст, півзахисник та захисник.

## Життєпис
Дебютував за «Волгу-Олімпієць» у ПФЛ Росії 21 серпня 2015 року в поєдинку проти новотроїцької «Ности».
6 травня 2017 року дебютував у ФНЛ Росії за саратовський «Сокіл» у поєдинку проти красноярського «Єнісею».
У 2024 році в Саратові на тротуарі, на своєму порші мало не забив жінку з дитиною.

## Досягнення
«Пюнік»
- Кубок Вірменії
  -  Володар (1): 2012/13